# Burgazada
Burgazada (auch Burgazadası, oder Burgaz, griechisch Αντιγόνη Andigoni) ist die drittgrößte der Prinzeninseln im Marmarameer bei Istanbul und gehört zum Stadtbezirk Adalar.
Die Insel erhielt ihren früheren Namen Antigoni von Demetrios I. Poliorketes, der im Gedenken an seinen Vater Antigonos I. Monophthalmos eine Befestigungsanlage gleichen Namens errichten ließ.
Evliya Çelebi beschreibt die Insel ausführlich in Seyahatnâme, einem Reisebericht über das osmanische Reich des 17. Jahrhunderts.
Burgazada ist Schauplatz vieler Geschichten des türkischen Schriftstellers Sait Faik, der auf der Insel gelebt hat. Ihm zu Ehren wurde auf Burgazada ein Museum eingerichtet.

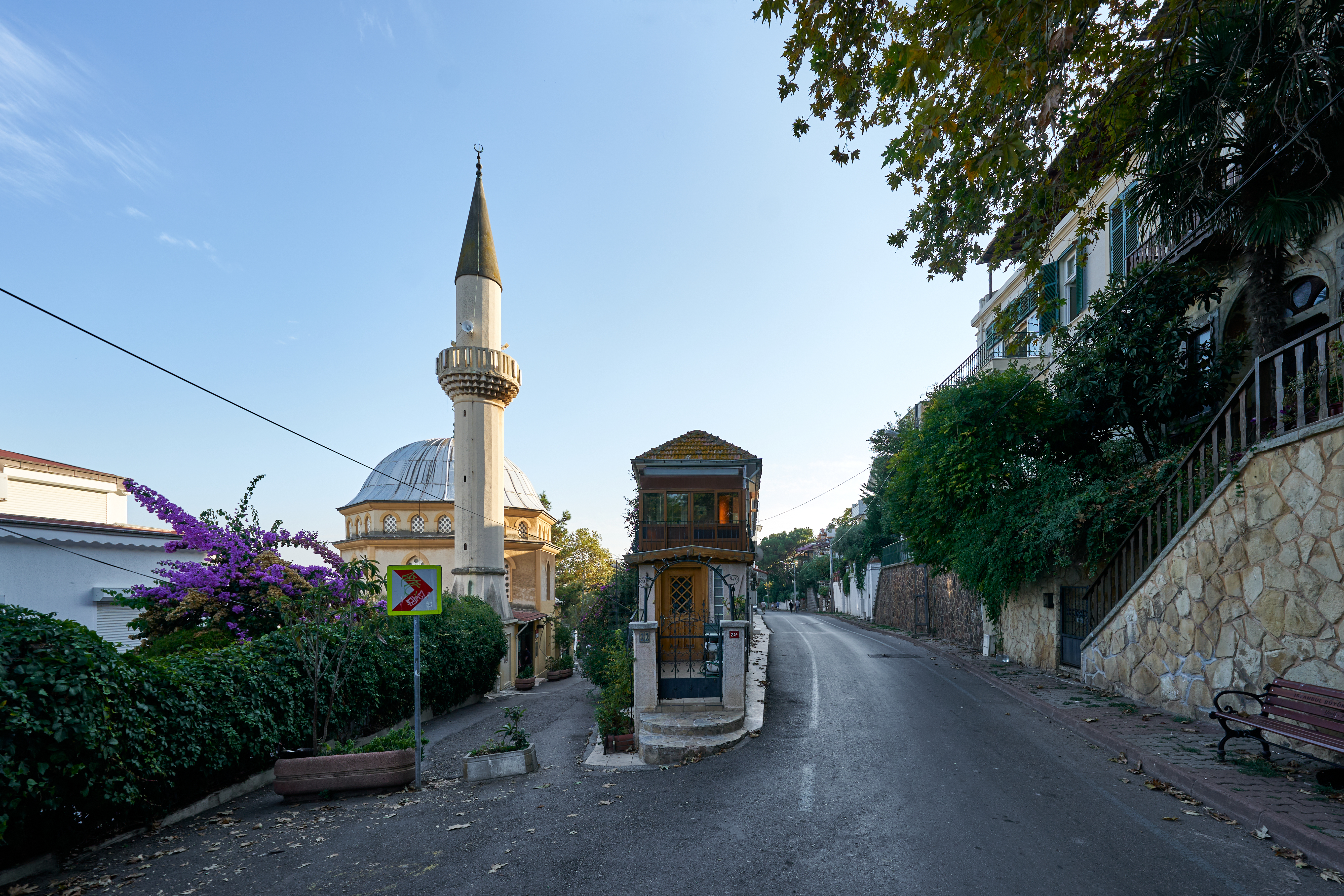
Burgazada-Moschee
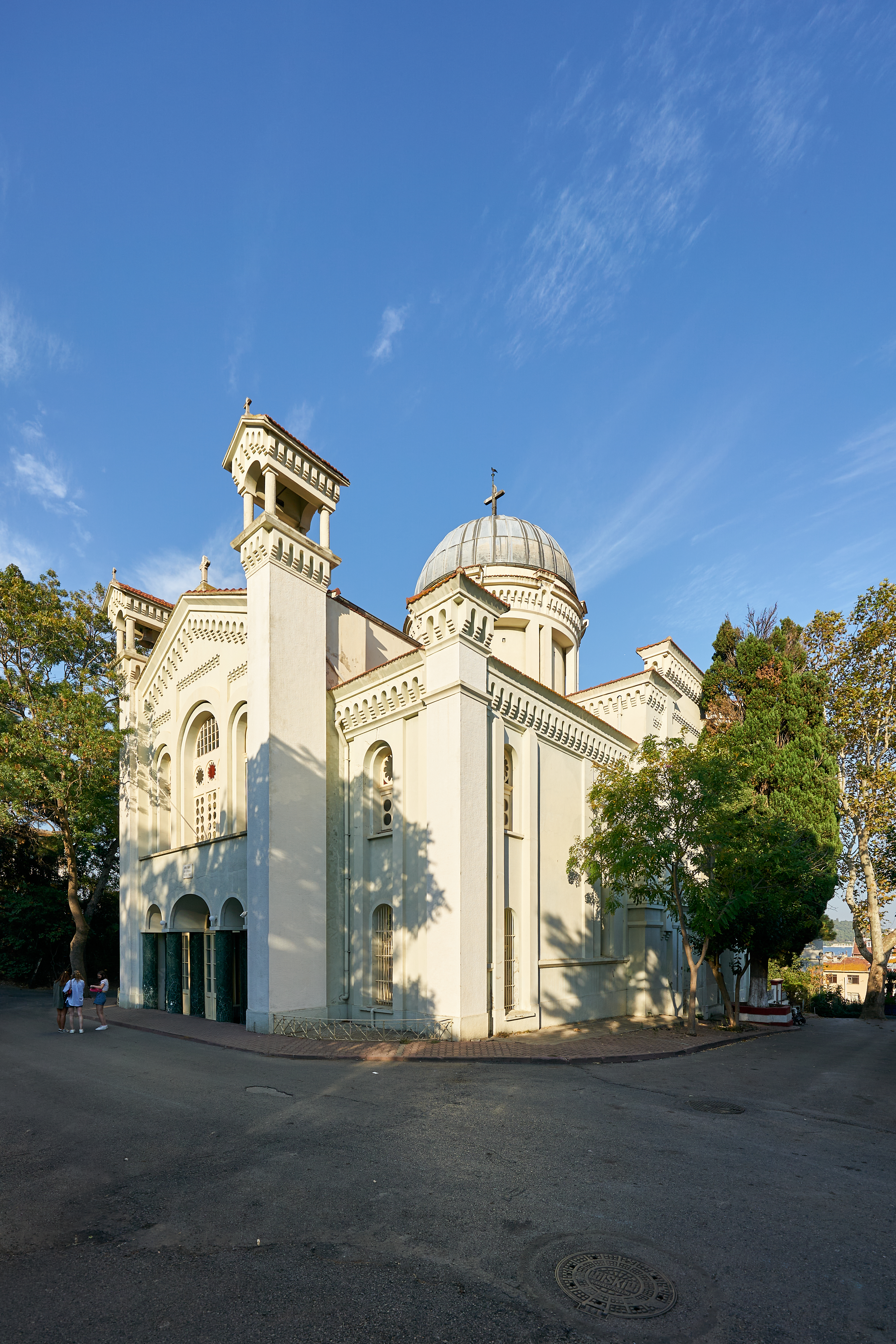
Kirche St. Johannes
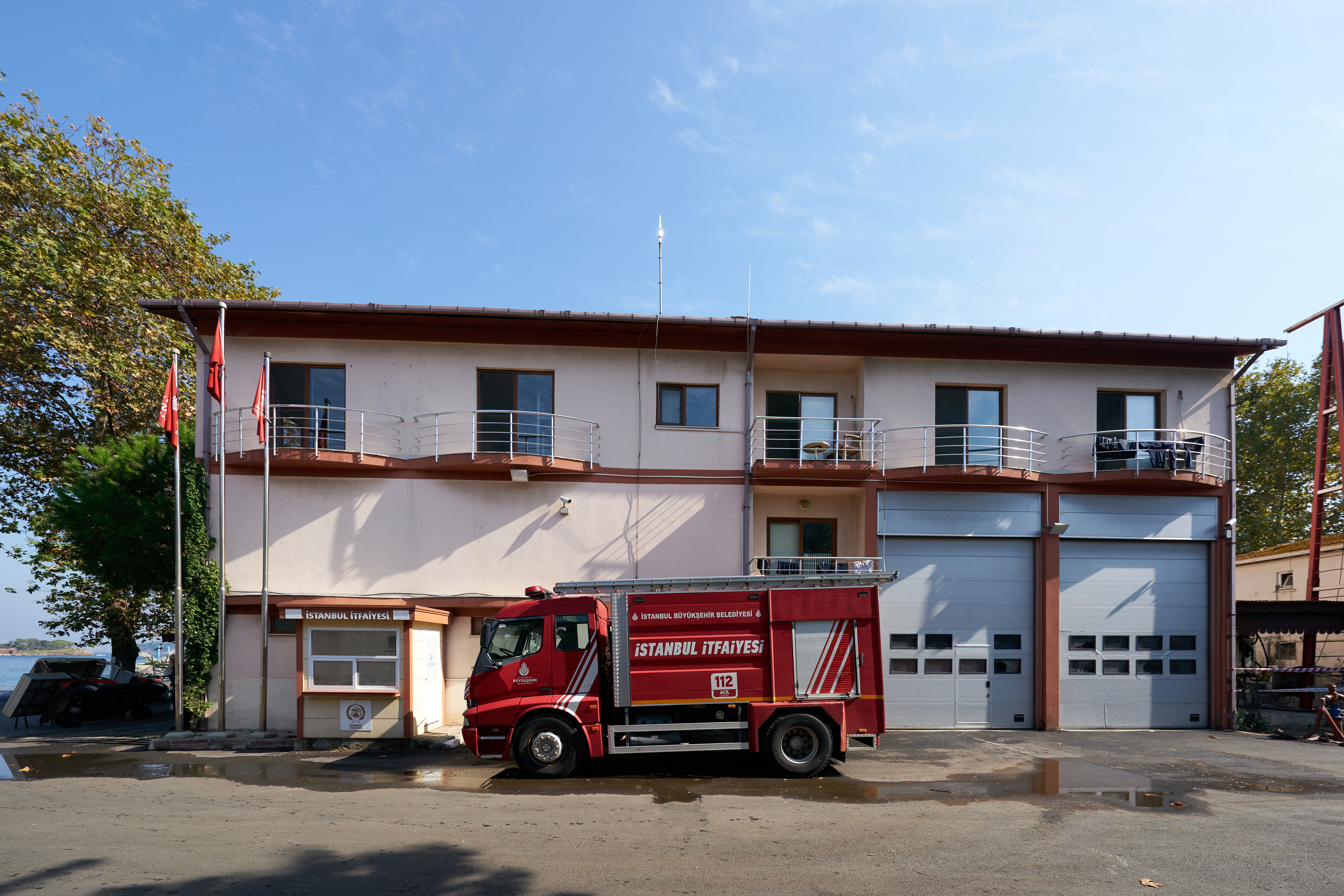
Feuerwehr
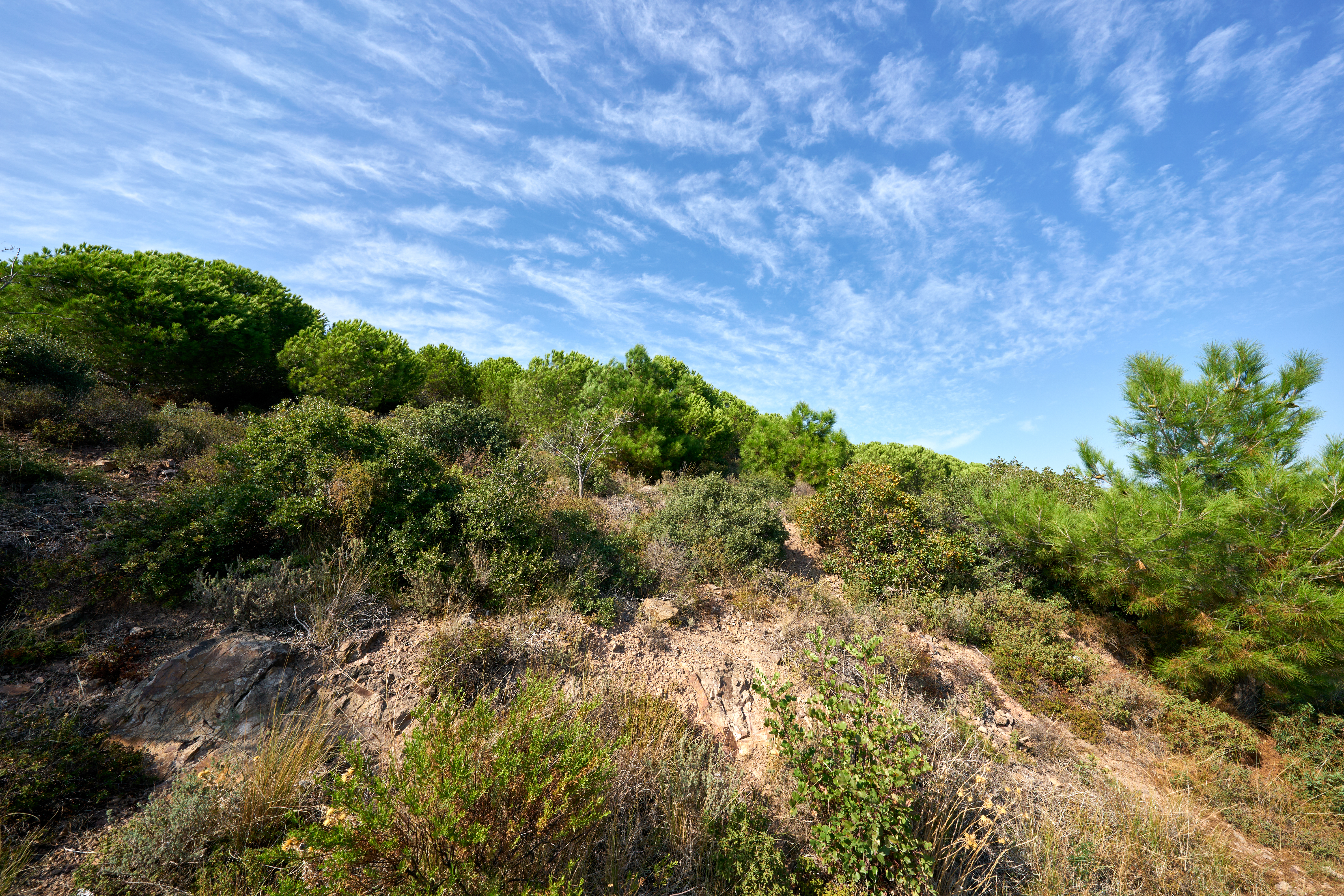
Waldgebiet